# Георгіос Папасідеріс
Георгіос Папасідеріс (грец. Γέωργιος Παπασιδέρης, 1875, Коропі — 1920) —  грецький легкоатлет і  важкоатлет, бронзовий призер  літніх Олімпійських ігор 1896.
Спочатку 6 квітня 1896 року Георгіос Папасідеріс брав участь на іграх у змаганні з  метання диска. Проте не здобув призового місця, розділивши п'яту позицію ще з чотирма спортсменами.
Наступного дня 7 квітня він змагався у  штовханні ядра, і, показавши результат 10,36 м, посів третє місце. Того самого дня Папасідеріс брав участь у важкоатлетичній дисципліни — поштовх двома руками. Піднявши вагу 90 кг, він посів четверте місце, розділивши його з  німцем Карлом Шуманом, який показав такий самий результат.